# Martilly
Pour les articles homonymes, voir Martilly (homonymie).
Martilly [maʁtili] (en wallon : Måcli, localement Marcli /maʀ.'kli/ ) est un village sur la Vierre, dans l'Ardenne belge. Bien que située à 4 kilomètres au sud-ouest de Neufchâteau, il fait administrativement partie de la  commune d'Herbeumont dans la province de Luxembourg (Région wallonne de Belgique). 

## Personnalité
- Sylvain Grosjean (1846-1915), prêtre jésuite et missionnaire en Inde est né à Martilly.